# Tirrena-Adriàtica 2006
La Tirrena-Adriàtica 2006, 41a edició de la Tirrena-Adriàtica es disputà entre el 8 i el 14 de març de 2006, sent guanyada pel neerlandès Thomas Dekker de l'equip Rabobank ProTeam, que basà la seva victòria en la bona contrarellotge que realitzà en la quarta etapa. Jorg Jaksche (Liberty Seguros) i Alessandro Ballan (Lampre-Fondital) completaren el podi.
En les classificacions secundàries, José Joaquín Rojas (Liberty Seguros) guanyà la classificació de la muntanya, Alessandro Petacchi la dels punts i el Discovery Channel la classificació per equips.

## Equips participants
Van prendre part en la cursa 25 equips: els 20 de categoria UCI ProTour, més 5 de categoria Professional Continental mitjançant una invitació de l'organització (Acqua & Sapone - Adria Mobil, Team Barloworld, Ceramica Panaria-Navigare, Team LPR i Naturino-Sapore di Mare).
| Núm.    | Codi | Equip                            |
| ------- | ---- | -------------------------------- |
| 1-8     | RAB  | Rabobank                         |
| 11-18   | A&S  | Acqua & Sapone                   |
| 21-28   | A2R  | AG2R Prévoyance                  |
| 31-38   | BAR  | Team Barloworld                  |
| 41-48   | BTL  | Bouygues Télécom                 |
| 51-58   | CEI  | Caisse d'Epargne-Illes Balears   |
| 61-68   | PAN  | Ceramica Panaria-Navigare        |
| 71-78   | COF  | Cofidis, le Crédit par Téléphone |
| 81-88   | C.A  | Crédit Agricole                  |
| 91-98   | DVL  | Davitamon-Lotto                  |
| 101-108 | DSC  | Discovery Channel                |
| 111-118 | EUS  | Euskaltel-Euskadi                |
| 121-128 | FDJ  | La Française des Jeux            |

| Núm.    | Codi | Equip                   |
| ------- | ---- | ----------------------- |
| 131-138 | GST  | Team Gerolsteiner       |
| 141-148 | LAM  | Lampre-Fondital         |
| 151-158 | LSW  | Liberty Seguros-Würth   |
| 161-168 | LIQ  | Liquigas                |
| 171-178 | NSM  | Naturino-Sapore di Mare |
| 181-188 | PHO  | Phonak Hearing Systems  |
| 191-198 | QSI  | Quick Step-Innergetic   |
| 201-208 | SDV  | Saunier Duval-Prodir    |
| 211-218 | CSC  | Team CSC                |
| 221-228 | LPR  | Team LPR                |
| 231-238 | MRM  | Team Milram             |
| 241-248 | TMO  | T-Mobile Team           |

## Etapes
| Etapa    | Data       | Recorregut                                 | Km   | Vencedor d'etapa    | Líder de la general |
| -------- | ---------- | ------------------------------------------ | ---- | ------------------- | ------------------- |
| 1a etapa | 8 de març  | Tívoli-Tívoli                              | 167  | Paolo Bettini       | Paolo Bettini       |
| 2a etapa | 9 de març  | Tívoli-Frascati                            | 171  | Paolo Bettini       | Paolo Bettini       |
| 3a etapa | 10 de març | Avezzano-Paglieta                          | 183  | Óscar Freire        | Óscar Freire        |
| 4a etapa | 11 de març | Paglieta-Civitanova Marche                 | 219  | Thor Hushovd        | Óscar Freire        |
| 5a etapa | 12 de març | Servigliano-Servigliano (CRI)              | 20,5 | Fabian Cancellara   | Thomas Dekker       |
| 6a etapa | 13 de març | San Benedetto del Tronto-Torricella Sicura | 179  | No assignat         | Thomas Dekker       |
| 7a etapa | 14 de març | Campli-San Benedetto del Tronto            | 166  | Alessandro Petacchi | Thomas Dekker       |

## Classificacions finals

### General
| Posició | Ciclista             | Equip                 | Temps       |
| ------- | -------------------- | --------------------- | ----------- |
| 1       | Thomas Dekker        | Rabobank              | 27h 32' 14" |
| 2       | Jörg Jaksche         | Liberty Seguros-Würth | + 14"       |
| 3       | Alessandro Ballan    | Lampre-Fondital       | + 20"       |
| 4       | Paolo Savoldelli     | Discovery Channel     | + 40"       |
| 5       | Michael Boogerd      | Rabobank              | + 46"       |
| 6       | Leonardo Bertagnolli | Cofidis               | + 54"       |
| 7       | Ivan Basso           | CSC                   | + 54"       |
| 8       | George Hincapie      | Discovery Channel     | + 56"       |
| 9       | Karsten Kroon        | CSC                   | + 58"       |
| 10      | Tom Danielson        | Discovery Channel     | + 59"       |

### Classificacions secundàries
- Classificació per punts:  Alessandro Petacchi (Team Milram)
- Classificació de la muntanya:  José Joaquín Rojas (Caisse d'Epargne-Illes Balears)
- Classificació per equips:  Discovery Channel

## Evolució de les classificacions
| Etapa (Vencedor)                 | Classificació general | Classificació de la muntanya | Classificació a punts | Classificació per equips |
| -------------------------------- | --------------------- | ---------------------------- | --------------------- | ------------------------ |
| 1 (Paolo Bettini)                | Paolo Bettini         | Matteo Priamo                | Paolo Bettini         | Team Gerolsteiner        |
| 2 (Óscar Freire)                 | Paolo Bettini         | Daniele Contrini             | Paolo Bettini         | Crédit Agricole          |
| 3 (Óscar Freire)                 | Óscar Freire          | Daniele Contrini             | Erik Zabel            | Rabobank                 |
| 4 (Thor Hushovd)                 | Óscar Freire          | José Joaquín Rojas           | Thor Hushovd          | Rabobank                 |
| 5 (Cr. ind.) (Fabian Cancellara) | Thomas Dekker         | José Joaquín Rojas           | Thor Hushovd          | Discovery Channel        |
| 6 (No atribuït)                  | Thomas Dekker         | José Joaquín Rojas           | Thor Hushovd          | Discovery Channel        |
| 7 (Alessandro Petacchi)          | Thomas Dekker         | José Joaquín Rojas           | Alessandro Petacchi   | Discovery Channel        |
| Classificació final              | Thomas Dekker         | José Joaquín Rojas           | Alessandro Petacchi   | Discovery Channel        |

## Punts UCI
| #  | Ciclista             | Equip                 | Punts |
| -- | -------------------- | --------------------- | ----- |
| 1  | Thomas Dekker        | Rabobank              | 51    |
| 2  | Jörg Jaksche         | Liberty Seguros-Würth | 40    |
| 3  | Alessandro Ballan    | Lampre-Fondital       | 35    |
| 4  | Paolo Savoldelli     | Discovery Channel     | 30    |
| 5  | Michael Boogerd      | Rabobank              | 25    |
| 6  | Leonardo Bertagnolli | Cofidis               | 23    |
| 7  | Ivan Basso           | Team CSC              | 15    |
| 8  | George Hincapie      | Discovery Channel     | 10    |
| 9  | Alessandro Petacchi  | Team Milram           | 7     |
| 10 | Paolo Bettini        | Quick Step-Innergetic | 6     |
| 11 | Karsten Kroon        | Team CSC              | 5     |
| 12 | Erik Zabel           | Team Milram           | 4     |
| 13 | Thor Hushovd         | Crédit Agricole       | 4     |
| 14 | Óscar Freire         | Rabobank              | 4     |
| 15 | Fabian Cancellara    | Team CSC              | 3     |
| 16 | Tom Danielson        | Discovery Channel     | 2     |
| 17 | Riccardo Riccò       | Saunier Duval-Prodir  | 2     |
| 18 | Leif Hoste           | Discovery Channel     | 2     |
| 19 | Robbie McEwen        | Davitamon-Lotto       | 2     |

| #  | Equip                              | Punts |
| -- | ---------------------------------- | ----- |
| 1  | Discovery Channel Pro Cycling Team | 20    |
| 2  | Team CSC                           | 19    |
| 3  | Liberty Seguros-Würth              | 18    |
| 4  | Team Gerolsteiner                  | 15    |
| 5  | Phonak Hearing Systems             | 14    |
| 6  | Saunier Duval-Prodir               | 13    |
| 7  | Rabobank                           | 12    |
| 8  | T-Mobile Team                      | 11    |
| 9  | Euskaltel-Euskadi                  | 9     |
| 10 | Crédit Agricole                    | 6     |
| 13 | Quick Step-Innergetic              | 5     |
| 14 | Team Milram                        | 4     |
| 15 | Cofidis, le Crédit par Téléphone   | 2     |
| 16 | Caisse d'Epargne-Illes Balears     | 1     |

| # | País          | Punts |
| - | ------------- | ----- |
| 1 | Itàlia        | 110   |
| 2 | Països Baixos | 81    |
| 3 | Alemanya      | 44    |
| 4 | Estats Units  | 10    |
| 5 | Espanya       | 6     |
| 6 | Noruega       | 4     |
| 7 | Suïssa        | 3     |
| 8 | Bèlgica       | 2     |
| 9 | Austràlia     | 2     |